# Aljibes y fuentes de Comayagua

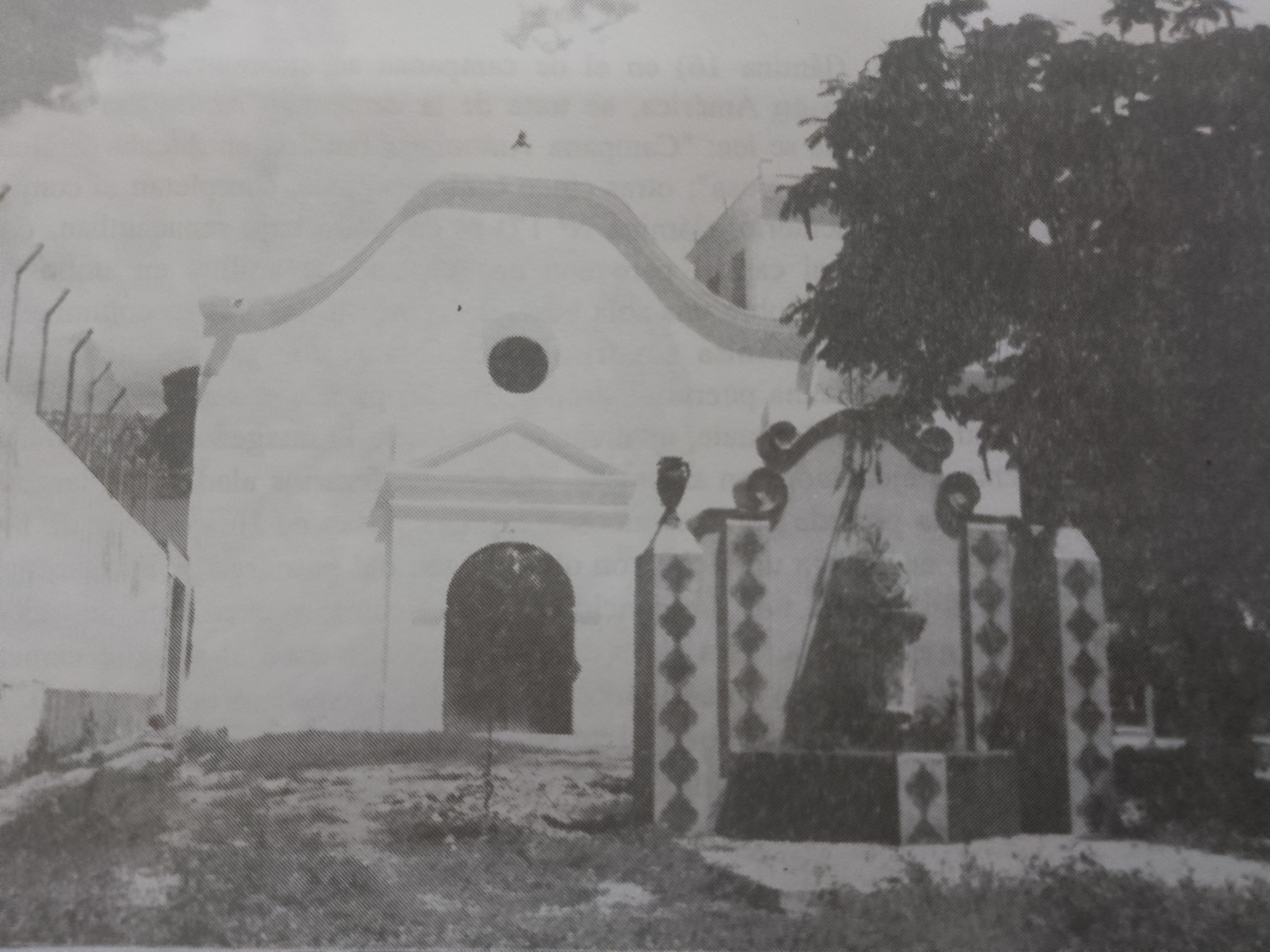
Fuente colonial frente a la iglesia San Francisco.

Los aljibes y fuentes de Comayagua fue un antiguo y complejo sistema de ingeniería hidráulica en la ciudad de Comayagua en Honduras que data de la de época colonial de Nueva España que constaba en una serie de acueductos, acequías, fuentes, y pilas bellamente decoradas de estilo barroco las cuales hoy en día en su mayoría están casi desaparecidas en su totalidad. La existencias de dicho sistema de acueducto
En la actualidad el sistema de abastecimiento de agua de la ciudad tiene elementos contemporáneos y antiguos, con algunas técnicas que datan de la época colonial estando en exposición en el casco histórico.

## Historia

### Época colonial

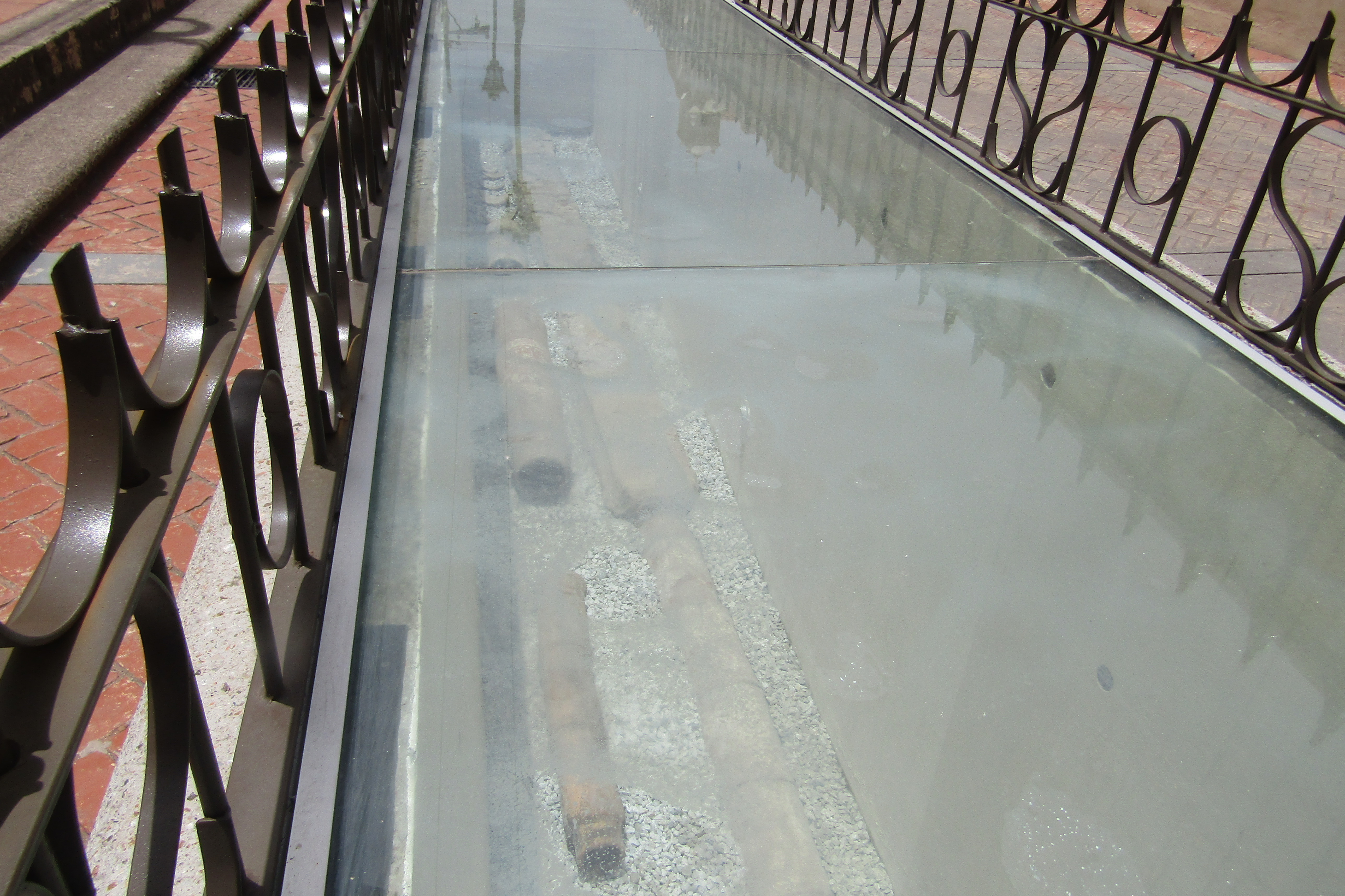
Tuberías coloniales al lado del palacio episcopal. Estas proveyeron a la ciudad de agua que salía de las nacientes cuyas corrientes bajaban al valle.

Durante la conquista de América la ingeniería hidráulica española ya tenía una larga tradición en sus ciudades, cuando se inicia la conquista y colonización de lo que hoy es México y Centroamérica a inicios del siglo XVI, los españoles al fundar ciudades en la América continental, se preocuparon especialmente en la construcción de varios acueductos, aljibes, y fuentes para estas como sucedía en muchos pueblos europeos, sin embargo, la evidencia tangible de este tipo de arquitectura pocas veces se ha logrado conservar bien en Honduras, debido al gran crecimiento de la población que experimento en el siglo XX, y la transformación del paisaje urbano y rural a través de las obras de nueva infraestructura. Aunque los pocos que aun logran sobrevivir aun se pueden encontrar en ciudades y poblados que mantienen sus edificaciones coloniales tales como Gracias Lempira, Santa Rosa de Copán, Danlí y Comayagua, siento esta en la que mejor se puede apreciar estos sistemas de acueductos al ser la capital de la región de Hibueras durante el periodo colonial. 

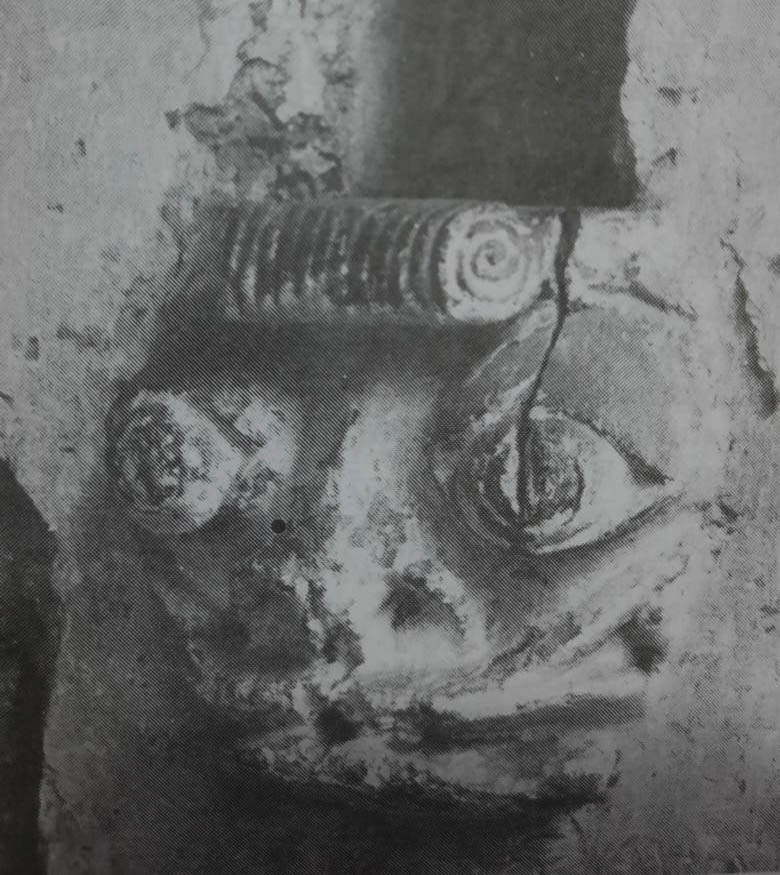
Un mascarón antropomórfico de una de las varias fuentes que alimentaba de agua a la ciudad en el.

Aunque cabe aclarar que en Comayagua, los restos de esta arquitectura están casi desaparecidos, a excepción de los que aun se conservan en el casco histórico de la ciudad, siendo los ejemplos recobrados del contexto arqueológico, a través de la arqueología histórica, un valioso archivo documental que ayuda a comprender como eran en realidad estos “ingenios” que abastecían de agua potable a los ciudadanos durante la época colonial de Nueva España en Honduras. Sin embargo algunos historiadores han dado descripciones considerablemente acertadas de como pudieron lucir las fuentes, entre ellos destaca el historiador Reina Valenzuela describe algo del material del que eran hechas las pilas, sus dimensiones y principales características artísticas: 
"Todas ellas (las pilas o fuentes, excepto la de la plaza central) fueron hechas de ladrillo con un a altura de 2.5 por 1.5 metros de forma rectangular, repelladas y con molduras de gorguera coronadas por un bocel y cuatro cimborrios en la parte superior y por un artístico borde o caveto en la inferior para formar la base y dar origen a una pileta semicircular por los cuatro lados en donde se recogía el agua tirada por cuatro grifos de forma artística".
También gracias al proyecto de rescate y restauración del patrimonio histórico de la ciudad, se han logrado conservar varias piezas del antiguo alcantarillado, así como piezas pertenecientes a fuentes y pilas, y el descubrimientos de pozos como el encontrado en la Caxa real al ser restaurada. 

### Actualidad
Hoy en día el Servicio de Aguas de Comayagua sigue utilizando las nacientes de las montañas que rodean el valle de Comayagua como una fuente importante de agua potable. Gracias a los estudios arqueológicos, se sabe que se construyó más de una presa durante la época colonial, desafortunada mente ninguna ha sobrevivido  en la actualidad, aunque el autor de las investigaciones arqueológicas también nos dice que logró ver las ruinas de dos de ellas, la primera se encontraba frente al torreón sureste del cuartel Dragones. La cual aun se podía ver hasta hace un par de décadas, las siguientes no lograron sobrevivir al paso de los siglos. 
Hoy en día los restos de las fuentes y pilas originales están casi desaparecidos a excepción de varios elementos preservados en el casco histórico de la ciudad que aún se conservan. El Servicio de Aguas de Comayagua sigue utilizando las nacientes de las montañas que rodean el valle de Comayagua como una fuente importante de agua potable.

## Proyecto arqueológico del parque León Alvarado

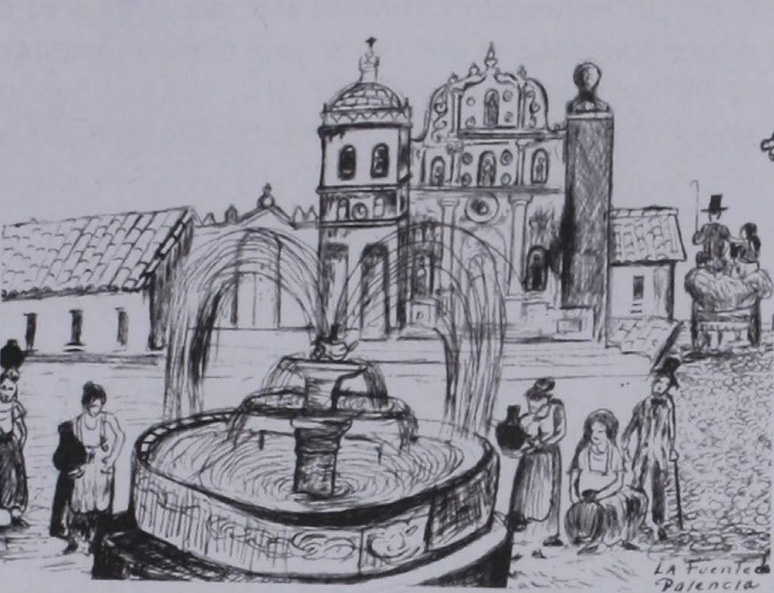
Boceto hipotético de la fuente original de la Plaza Central propuesta por el profesor Rodolfo Bulnes, también conocida como la "Fuente de Palencia", por haber sido construida por iniciativa por el Obispo Fray José de Palencia.

Para el año de 1999, en los trabajos de restauración del Parque León Alvarado, se encontraron los restos de lo que al parecer fue la fuente o pila colonial principal de la ciudad mencionada por los arqueólogos Reina Valenzuela, Vallejo y Bulnes no obstante, la ubicación real de esta, se encuentra en la esquina suroeste del actual parque, antes plaza central de Comayagua, lo que nos merita profundamente  a la reflexión e interpretación de los datos históricos que al respecto se saben. Según Reina Valenzuela, los albañiles encargados de las obras de construcción de la Catedral, comían en la plaza, ya que se habían levantado champas improvisadas de palos a modo de campamento, las cuales servían como refugio de los trabajadores y se abastecían del agua para beber y limpiarse que brindaba la fuente o pila del actual parque.

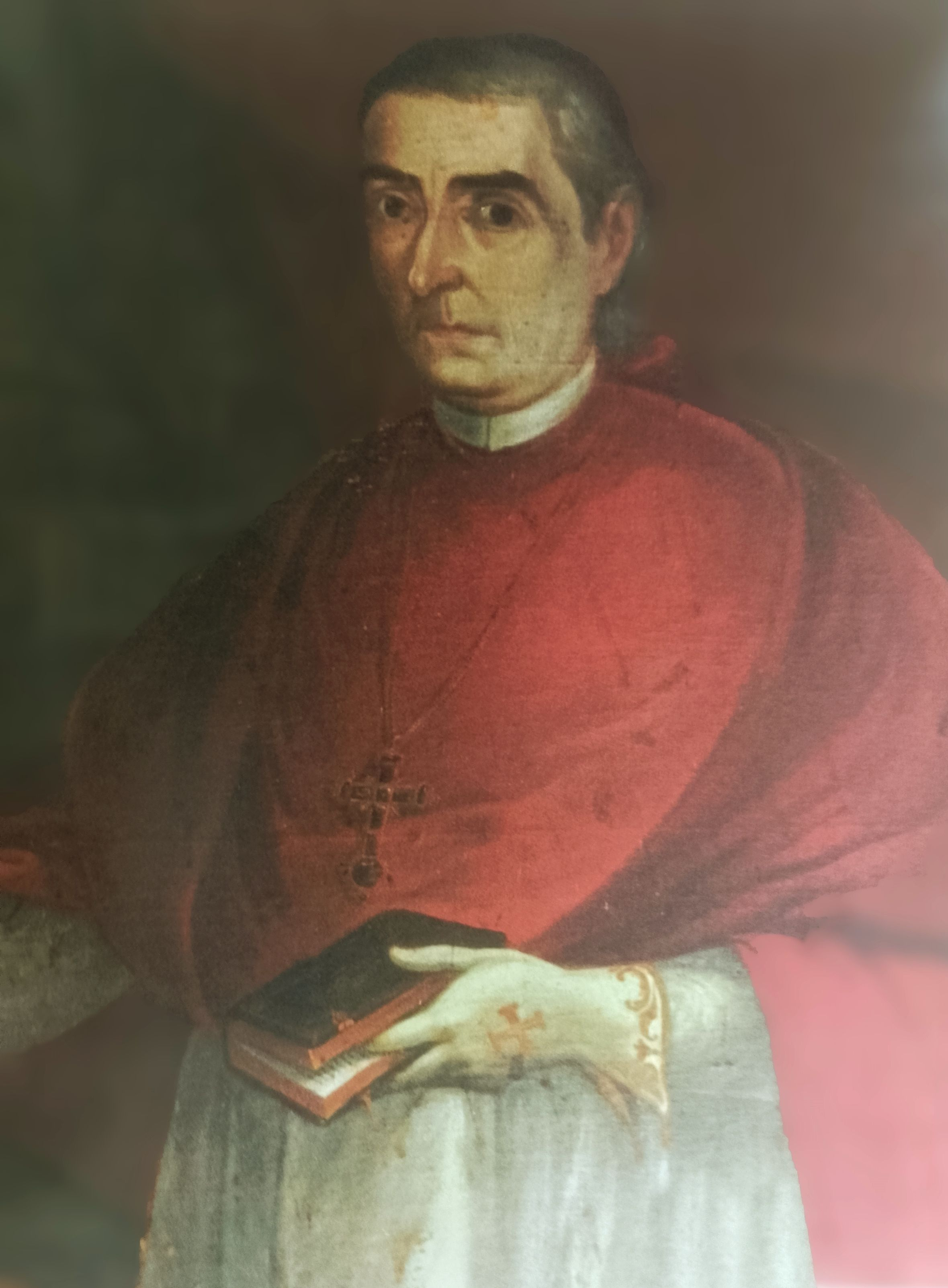
Fray José de Palencia, a él se le adjudica el proyecto de construcción de diversas fuentes en Comayagua.

Se debe mencionar que aunque, en la actualidad el valor de las fuentes que se les adjudica es ornamental e histórico, cuando fueron construidas por españoles durante la época colonial, en lo que menos pensaron sus diseñadores fue en que se convirtieran en elementos decorativos, pues la función de éstas era proveer de agua a los habitantes y como abrevadero de las bestias de carga que utilizaban los campesinos para trasladar sus productos de sus comunidades al casco urbano. Por lo tanto se puede decir que la fuente principal fue bastante utilizada durante siglos lo cual puede explicar su deterioro sumado a su antigüedad. En el Proyecto Arqueológico, Rescate Parque León Alvarado realizado durante febrero de 1999, se realizaron excavaciones en la antigua plaza, en busca de la evidencia de restos alimenticios de estas improvisadas champas que montaron los albañiles durante la construcción de la catedral.
Lo que se encontró fue un estrato de restos de huesos de cerdo, así como de aves y caballos, sin ser un estrato rico, sino más bien pobre y poco abundante, ello apoya en algo la idea de que en la plaza se levantaron algunas champas para dar de comer a los trabajadores que estaban edificando la Catedral a inicios del siglo XVII, así como los restos de la principal fuente o pila de abastecimiento de agua, la cual hasta la fecha se desconoce su fecha de construcción, pero al estar en pleno funcionamiento durante la construcción de Catedral de la Inmaculada Concepción posiblemente su construcción dato de finales del siglo XVl, siendo una de las fuentes más antiguas de todo Honduras. 
Como bien apuntan los informes de la época, a finales del siglo XIX, la fuente ya se encontraba muy abandonada y deteriorada, pues estaba en desuso gracias al nuevo sistema de cañerías en Comayagua. Posiblemente el estado de la fuente o pila se encontraba muy azolvada de sedimentos que impedía llevar agua a la plaza, misma teoría que se corroboró en 1999 con los restos arqueológicos de esta. Se desconoce cuándo la fuente fue destruida, pero datos indican que para mediados del siglo XX ya no se podía ver la fuente quedando solamente sus cimientos y lozas en el fondo. Sin embargo otra fuente fue construida en el parque durante el proyecto de restauración de edificios de la ciudad la cual inició con la restauración de la Plaza de la merced y del parque central.

## Restos arqueológicos de tuberías, pilas y de pozos

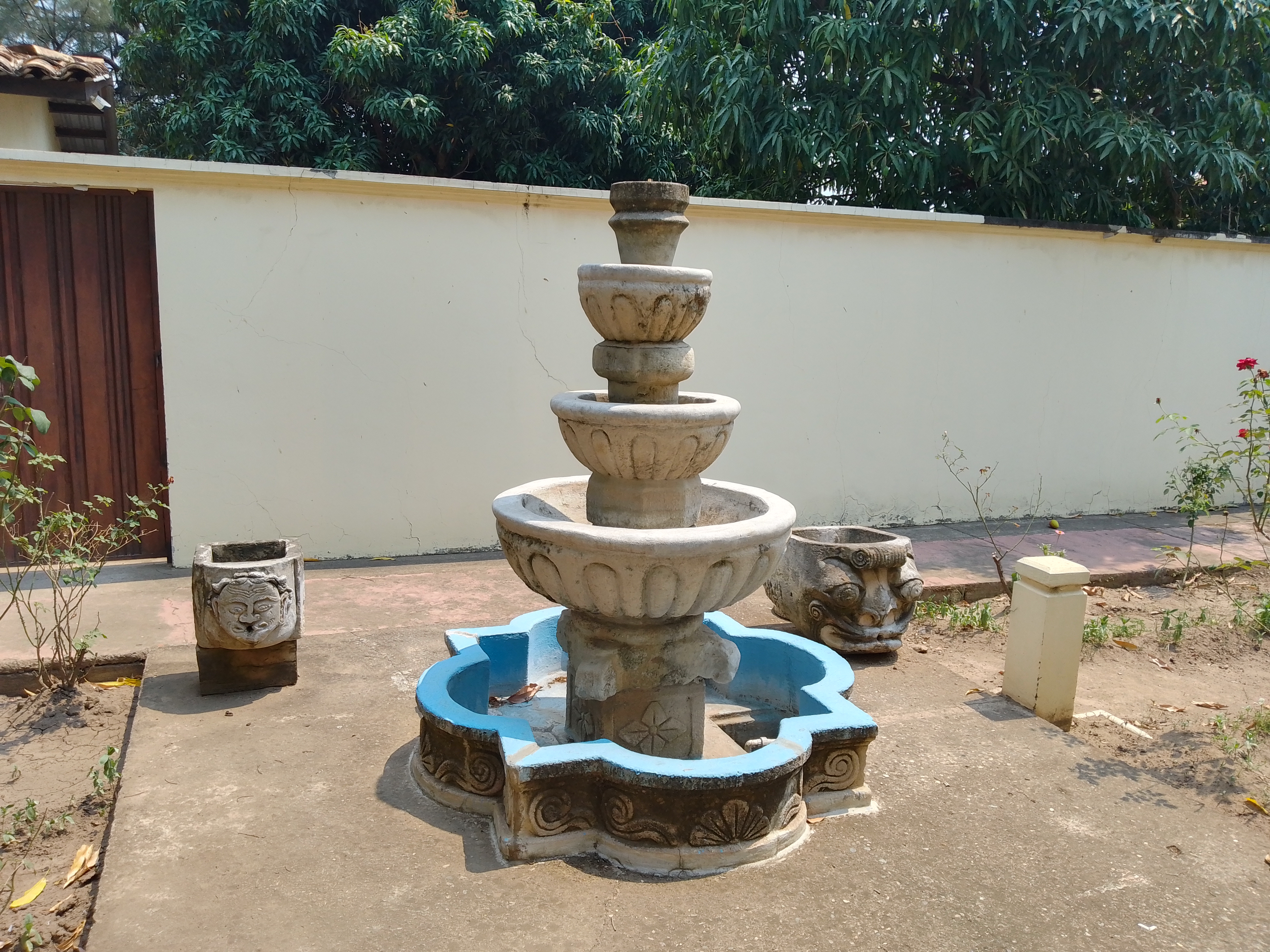
Parte de la fuente Original del colegio Tridentino y unos restos de las pilas coloniales hoy desaparecidas.

Las evidencias del acueducto colonial en Comayagua, no solo se encuentran en las descripciones o los restos de la pila de la plaza central o en los restos de cañerías encontradas al costado sur de la Catedral de la Inmaculada Concepción, sino que, también hay evidencias en otros edificios públicos de la época colonial como en el del Arzobispado de Comayagua, también conocido como el antiguo Colegio Tridentino, en donde en la esquina sureste de la habitación central, en la sección este, a 70 centímetros de la pared sur; con dimensiones de 1.05 metros por 2.25 metros, a los 7 centímetros de haber comenzado la excavación y hasta los 23 centímetros de profundidad, se detectó un rasgo arqueológico, el cual consiste en un canal, observado en otra parte de la excavación, hecho de piedra tallada y ladrillos unidos con mortero; excavación esta que vendría a sustentar en cierta medida lo dicho por Reina Valenzuela sobre una pila “cercana” al Palacio Episcopal.
Debido a que los tubos subterráneos que llevaban el agua eran construidos de barro cocido, ocurrían con frecuencia algunos problemas, entre ellos fracturas en las taujías, y por lo tanto, derrames de agua ocasionando un servicio inestable. Para el año de 1910 el molino de la ciudad aún estaba en funcionamiento, ya que en la Memoria de Gobernación y Justicia de ese año se hace mención a su reparación lo cual sugiere que el acueducto construido por los españoles aún brindaba servicio. En la actualidad el molino ya no existe pues fue destruido a mediados del siglo XX tras la construcción de nuevos edificios en la ciudad. Aunque  en el museo de Comayagua hay dos piedras de moler en el Museo de arqueología de la ciudad de las cuales al menos de una, perteneció al molino colonial.  
Sucesos como los terremotos, conflictos armados, o el incremento de la población del siglo XX, hizo que muchas edificaciones de Comayagua que dataron desde finales del siglo XVII, las cuales fueron terriblemente dañadas y removidas para abrir paso a nueva infraestructura, perdiéndose en el proceso las evidencias de pozos, fuentes y pilas. De igual manera se sabe que durante el siglo XVII la ciudad recibió bastante influencia de la arquitectura de Santiago de los caballeros de Guatemala, por lo tanto en muchas de las casas pertenecientes a los criollos, tenían varias pilas similares a las encontradas en la antigua Guatemala, como la del convento de las Capuchinas. 
En el caso de la villa de la Nueva Valladolid de Comayagua, ninguna de estas sobrevivió y actualmente es difícil llevar a cabo un proyecto arqueológico debido a que donde estuvieron estos abastecimientos de agua ahora se encuentran edificios, calles, y viviendas que apenas se construyeron no menos de hace cien años. También se sabe de fuentes de agua en algunas de estas casas coloniales, las cuales de igual manera hoy ya no sobreviven, y las pocas que lo lograron actualmente han quedado azolvadas y convertidas en simples y pequeños monumentos decorativos de los patios.